# Colt Officer's Model

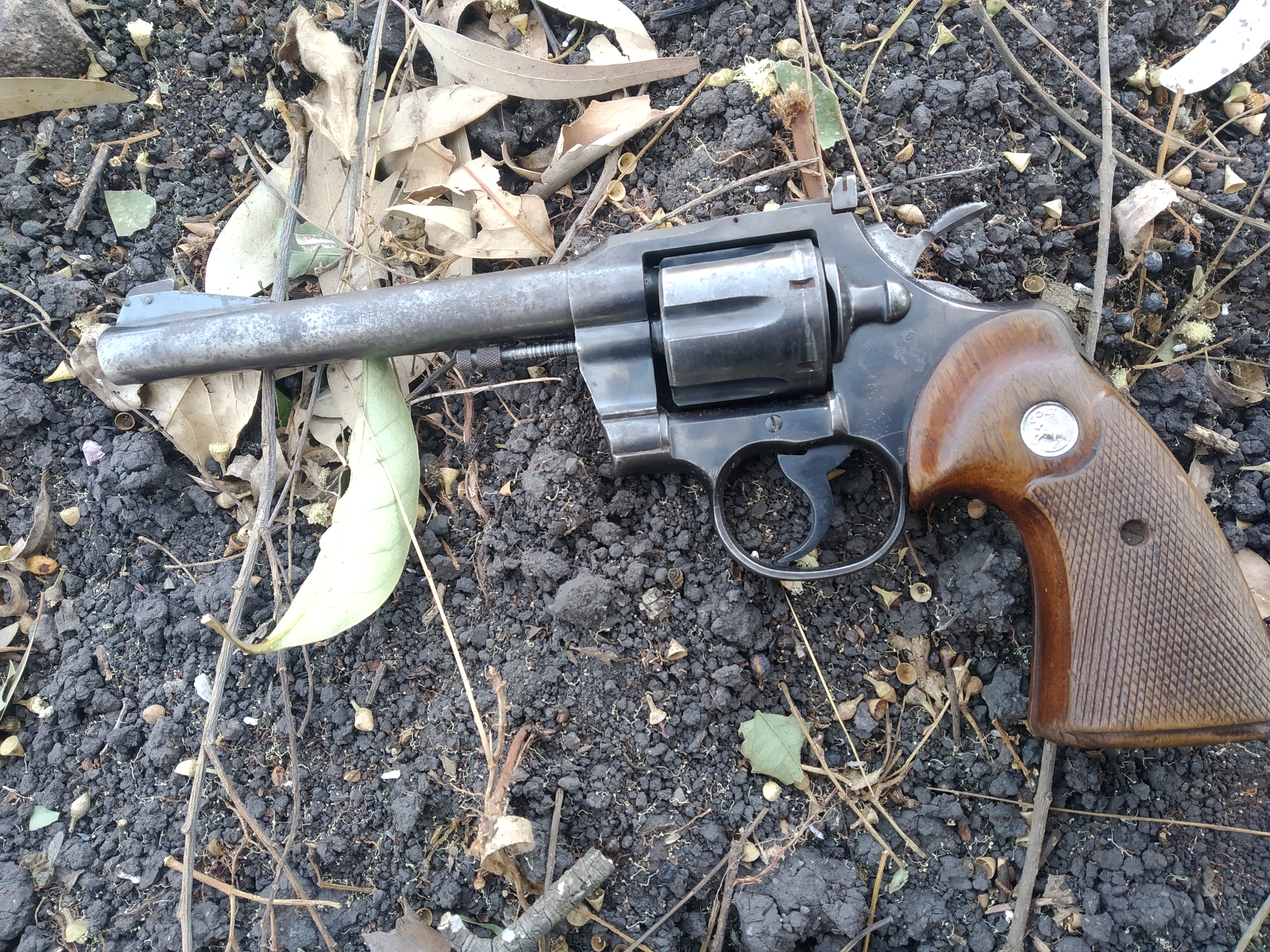
Colt Officer's Model Match .22 L.R.

El Colt Officer's Model es un revólver de doble acción con armazón mediano, producido entre los años 1904 y 1972 y el cual estaba enfocado principalmente al tiro deportivo y de la cual destacan cuatro variantes: Officer’s Model Target, Officer’s Model Target Rimfire, Officer’s Model Special y Officer’s Model Match.

## Historia y desarrollo
La primera variante, el Officer’s Model Target apareció en 1904 como un modelo Premium más enfocado al tiro deportivo que a darle un uso común, era producido en calibres 7,94 mm (.32) y 9 mm (.38), con cañones cuyas longitudes iban desde 101,6 mm (4 pulgadas) hasta 190,5 mm (7,5 pulgadas), siendo el más común el de 152,4 mm (6 pulgadas). Las primeras armas se producían con un tambor que rotaba en sentido antihorario, sin embargo, tras la introducción del Colt Army Special en 1908, el sentido de rotación del tambor fue revertido.
En 1930 apareció el Officer’s Model Target Rimfire, el cual era una versión en calibre .22 LR del Model Target y que solo fue producida con un cañón de 6 pulgadas. Ambas versiones del Target fueron descontinuadas hasta 1972.
En 1949 se anunció el Officer’s Model Special, el cual solamente se produjo calibrado para los cartuchos .22 LR y .38 Special, que presentaba un alza ajustable Coltmaster. Fue sustituido en 1953 por el Officer’s Model Match, el cual fue producido en los mismos calibres hasta 1972 y siendo la única diferencia que el Special tenía un armazón “E” de Colt, mientras el Match tenía el armazón “J”, además, también presentaba un alza ajustable Accro.

## Diseño
Las primeras versiones del Officer’s Model fueron construidas con el armazón “E” de Colt al igual que su contemporáneo el Colt Official Police. Las unidades fabricadas antes de la Segunda Guerra Mundial, al ser armas “Premium”, recibían un tratamiento térmico (no químico) que les dejaba un acabado pavonado azul intenso.
Los revólveres producidos antes de la guerra usaban un tornillo con brida y un perno para mantener el tambor en su lugar. Cuando se retira el tornillo, la brida del tornillo empuja hacia arriba el perno de retención del tambor. Los revólveres de la posguerra usaban un arreglo de tornillo de cabeza, resorte y perno. El tornillo es en realidad una tapa que retiene el perno de retención del tambor y el resorte.